# Matthias Hoch (General)
Julius Karl Matthias Hoch (* 7. August 1863 in Dresden; † 18. Februar 1930 in Illereichen) war ein sächsischer Generalleutnant.

## Leben
Seine Eltern waren Dr. Carl Julius Bernhard Hoch (1825–1911), Oberst zD und Sophie Cäcilie Marie, geb. Feuerheerd (1837–1903).
Hoch trat am 23. Dezember 1881 als Fähnrich in das 2. Grenadier-Regiment Nr. 101 „Kaiser Wilhelm, König von Preußen“ der Sächsischen Armee ein, erhielt am 13. Oktober 1882 sein Patent zum Sekondeleutnant, war als solcher Ritter des Franz-Joseph-Orden und stieg am 20. November 1888 zum Premierleutnant auf. Anschließend absolvierte Hoch ab 1891 zur weiteren Ausbildung für drei Jahre die Preußische Kriegsakademie in Berlin und erhielt den Preußischen Kronenorden IV. Klasse. Am 18. September 1893 erfolgte unter Beförderung zum Hauptmann seine Versetzung als Kompaniechef in das 1. (Leib-) Grenadier-Regiment Nr. 100. Am 1. April 1898 wurde er à la suite seines Regiments als Kompaniechef an das Dresdner Kadettenhaus kommandiert. In dieser Eigenschaft erfolgte am 27. Oktober 1901 seine Rückversetzung in das 2. Grenadier-Regiment Nr. 101 „Kaiser Wilhelm, König von Preußen“. Unter Ernennung zum Adjutanten der 2. Division Nr. 24 wurde Hoch am 19. Juni 1904 mit einem Patent vom 4. Juni 1904 zum Major befördert und war Träger des Offizierskreuzes des Kronenordens sowie des Roter Adlerordens IV. Klasse. Mit der Ernennung zum Kommandeur des III. Bataillons im 5. Infanterie-Regiment „Kronprinz“ Nr. 104 trat er am 16. April 1907 in den Truppendienst zurück und kam am 24. September 1910 als Oberstleutnant nach Straßburg in den Stab des 6. Infanterie-Regiments Nr. 105 „König Wilhelm II. von Württemberg“. Vom 1. März 1912 ab war Hoch zur Vertretung des beurlaubten Kommandeurs des 4. Infanterie-Regiments Nr. 103 nach Bautzen kommandiert. Er avancierte Ende des Monats zum Oberst und wurde am 21. Juni 1912 zum Kommandeur dieses Verbandes ernannt. In dieser Eigenschaft erhielt er die Erlaubnis zur Annahme des Kommandeurkreuzes II. Klasse des Ordens vom Zähringer Löwen.
Nach Ausbruch des Ersten Weltkrieges nahm Hoch mit seinem Regiment im Verbund der 3. Infanterie-Division Nr. 32 am Einmarsch in das neutrale Belgien teil, wo es im Zuge der Eroberung von Dinant zu Massakern an der Zivilbevölkerung kam. Während des weiteren Vormarsches nach Frankreich wurde er am 30. August 1914 bei den Kämpfen um Vauzelles verwundet, konnte aber nach elf Tagen wieder die Führung des Regiments übernehmen. Nach dem Rückzug hinter die Aisne konnten seine Truppen bei einem Vorstoß bei Ailles südöstlich von Laon 300 Engländer gefangen nehmen. Für sein Wirken wurde er am 15. Oktober 1914 mit dem Ritterkreuz des Militär-St.-Heinrichs-Ordens beliehen. Während der Stellungskämpfe erfolgte am 16. Mai 1915 seine Beförderung zum Generalmajor. Mitte Oktober gab Hoch sein Regiment ab, übernahm die 511. Infanterie-Brigade und wurde am 31. März 1917 Kommandeur der 45. Landwehr-Division (1. Königlich-Sächsische) an der Ostfront. Unter Verleihung des Charakters als Generalleutnant wurde Hoch am 2. September 1918 in Genehmigung seines Abschiedsgesuches mit Pension und der Erlaubnis zum Tragen seiner Uniform zur Disposition gestellt.
Er war Mitglied im Verein für Erdkunde zu Dresden. Er wurde in Abwesenheit von einem belgischen Kriegsgericht wegen Kriegsverbrechen während des Massaker von Dinant zum Tode verurteilt.
Er vermählte sich 1888 mit Mary Tayler (* 1863) und hatte mit ihr wenigstens die Söhne Matthias Julius Somerville Hoch (1890–1972) und Berthold Hoch (1894–1937), Hauptmann und Dr. der Staatswissenschaften; ⚭ Alix von Lilienfeld (1896–1946).
Das Grabmal von Matthias Hoch auf dem Nordfriedhof in Dresden trägt die Aufschrift: 

„Hier ruht in Gott mein inniggeliebter Mann, unser geliebter treusorgender Vater, Großvater und Bruder
Der Königlich Sächsische Generalleutnant
Julius Carl Matthias Hoch
Geb. zu Dresden
Gestorben zu Illereichen/Bayern
Eingetreten in die alte Königlich Sächsische Armee im Jahre 1881 beim 2. Grenadier-Regiment 101
Mitkämpfer im Weltkriege für König, Kaiser und Vaterland als Kommandeur Infanterie-Regiment 103
83. Infanterie-Brigade und 45. Landwehr-Division
Der beste Kamerad und treuste Freund“